# 東芝ユニファイドテクノロジーズ
東芝ユニファイドテクノロジーズ株式会社（とうしばユニファイドテクノロジーズ TOSHIBA UNIFIED TECHNOLOGIES CORPORATION）は、神奈川県川崎市幸区に本社を置く東芝グループのエンジニアリング会社である。

## 沿革
- 2025年 （令和7年） - 4月1日、東芝デベロップメントエンジニアリング株式会社を存続会社とし、東芝ITコントロールシステム株式会社、東芝ビジネスエキスパート株式会社の生産技術ソリューション事業部が統合。

## 事業所所在地
- 本社 - 〒212-8585 神奈川県川崎市幸区堀川町72番地34 ラゾーナ川崎東芝ビル7階
- 事業所
  - 東京事業所 - 〒160-0023 東京都新宿区西新宿6-24-1 西新宿三井ビルディング 17階
  - 府中事業所 - 〒183-8511 東京都府中市東芝町1 東芝府中事業所内 44C号館6階
  - 小向事業所 - 〒212-8581 神奈川県川崎市幸区小向東芝町1 東芝小向事業所内
  - 横浜事業所 - 〒235-8522 神奈川県横浜市磯子区新杉田町8 東芝横浜事業所内